# پیک‌نیک پیشخدمت
پیک‌نیک پیشخدمت (انگلیسی: The Waiters' Picnic) یک فیلم کوتاه کمدی به کارگردانی مک سنت است که در سال ۱۹۱۳ منتشر شد.

## گزیدهٔ بازیگران
- راسکو آرباکل
- میبل نورماند
- ال سنت جان
- هنک من
- فورد استرلینگ